# Antonio Guzmán Fernández
Antonio Guzmán Fernández (12 de fevereiro de 1911 — 4 de julho de 1982) foi um político dominicano, membro do Partido Revolucionário Dominicano (PRD), foi presidente de seu país de agosto de 1978 até julho de 1982.
Reeleito em 1981, Guzmán foi encontrado morto antes da posse, vítima de um tiro oficialmente acidental, mas a hipótese de suicídio não é descartada.

## Biografia
Antonio Guzmán nasceu na cidade de La Vega. Estudou nas escolas primárias e secundárias de La Vega.
Ele trabalhou no ramo de exportação de frutas e logo se tornou um rico fazendeiro também.
Um dos primeiros membros do Partido Revolucionário Dominicano de Juan Bosch, serviu como secretário da Agricultura na breve administração de Bosch em 1963. Em maio de 1966 foi candidato a vice-presidente pelo PRD, tendo Bosch como candidato a presidente. As eleições foram vencidas, porém, por Joaquín Balaguer .
Ele concorreu à presidência em 1974 como candidato de uma chapa de oposição unida. No entanto, ele desistiu depois que Balaguer mudou as regras de uma forma que a oposição considerou injusta e antidemocrática.
Guzmán concorreu novamente à presidência em 1978 como candidato do PRD, com Jacobo Majluta como candidato a vice. Quando os resultados eleitorais mostraram uma tendência inequívoca a favor de Guzmán, os militares interromperam a contagem. No entanto, entre vigorosos protestos internos e forte pressão no exterior, a contagem foi retomada. Quando todos os resultados foram acertados, Guzmán deu a Balaguer a primeira derrota de sua carreira eleitoral. Quando Balaguer deixou o cargo naquele ano, foi a primeira vez na história da República Dominicana que um presidente em exercício entregou pacificamente o poder a um membro eleito da oposição.
O plano político de Guzmán era avançar lentamente para reformar os aspectos sociais e económicos da República Dominicana, enquanto tentava ter contacto directo com as forças armadas devido à sua ameaça de pressão no campo político. Para atacar diretamente o último problema, ele implementou um programa que reatribuiu ou até demitiu oficiais que eram céticos em relação aos seus planos e também promoveu oficiais mais jovens que apoiavam Guzmán. Este novo programa também previa uma instituição de formação mais formal para oficiais e pessoal alistado nas forças armadas. Este programa provou ser um grande sucesso e foi uma parte importante do legado que Guzmán deixou.
Politicamente, porém, não havia muito que Guzmán pudesse fazer porque foi restringido até certo ponto, uma vez que a maioria do Congresso consistia no Partido Reformista de Balaguer - o que lhes deu benefícios quando se tratava de vetar as diferentes reformas que Guzmán desejava lançar. Como Guzmán era um rico criador de gado, ele sabia como implementar políticas económicas bem mapeadas. Ele também ajudou a melhorar o sistema de transporte público do país e aumentou o salário mínimo. Mas embora Guzmán tenha feito muitas reformas que foram benéficas para o país, ainda foi criticado por não responder ao declínio económico. Um grande acontecimento que tornou as críticas ainda mais fortes foi o Furacão David , que ocorreu em 1979, e desacelerou ainda mais a economia.
No início de junho de 1982, Hipólito Mejía , que se candidatava a senador pela Província de Santiago, foi informado de que o presidente não se sentia bem e que deveria visitá-lo. Hipólito tinha um bom relacionamento com o presidente, que o nomeara Ministro da Agricultura em 1978. Ao chegar Hipólito encontrou Guzmán sentado na praia chorando, ao lado de seu cavalo. Algo que Hipólito, e todos os outros, sabiam que era muito estranho num presidente com uma personalidade muito forte e vibrante. Quando Hipólito perguntou, Guzmán disse-lhe que estava preocupado com o futuro do país. Nesse mesmo dia Hipólito disse a Renée Klang Avelino , esposa do presidente, que estava preocupado com Guzmán, mas Renée descartou dizendo-lhe para não se preocupar, seu marido era um líder valente e destemido, e que não havia nada de errado com ele. Três dias depois o presidente jantou na casa de Hipólito. Aí a mulher de Hipólito notou que o presidente estava agindo de forma muito estranha e que parecia um tanto desarrumado. Depois de ouvir as preocupações da esposa, Hipólito visitou um amigo psiquiatra que lhe disse que o presidente poderia estar sofrendo de depressão. Hipólito não aceitaria nada disso claro, conhecia muito bem o amigo e disse ao psiquiatra que “Guzman basicamente inventou o antidepressivo”. Mas o psiquiatra respondeu com uma advertência severa. “Hipólito, a depressão é uma doença maldita. Tenha muito cuidado”. É muito provável que o presidente estivesse sofrendo de depressão, mas escondeu isso de todos, até mesmo de sua esposa. Além disso, mesmo que reconhecesse isso, ele era o tipo de pessoa que nunca teria tomado medicamentos para isso. Segundo Hipólito, esse era o tipo de pessoa que ele era.
Cerca de um mês depois, no dia 4 de julho de 1982, Hipólito foi acordado às 4 horas da manhã por um telefonema do primo. Antonio Guzmán se matou com um tiro. O vice-presidente Jacobo Majluta tornou-se presidente interino e governou durante os restantes 43 dias do mandato de quatro anos.